# Rafael Martínez Zapatero

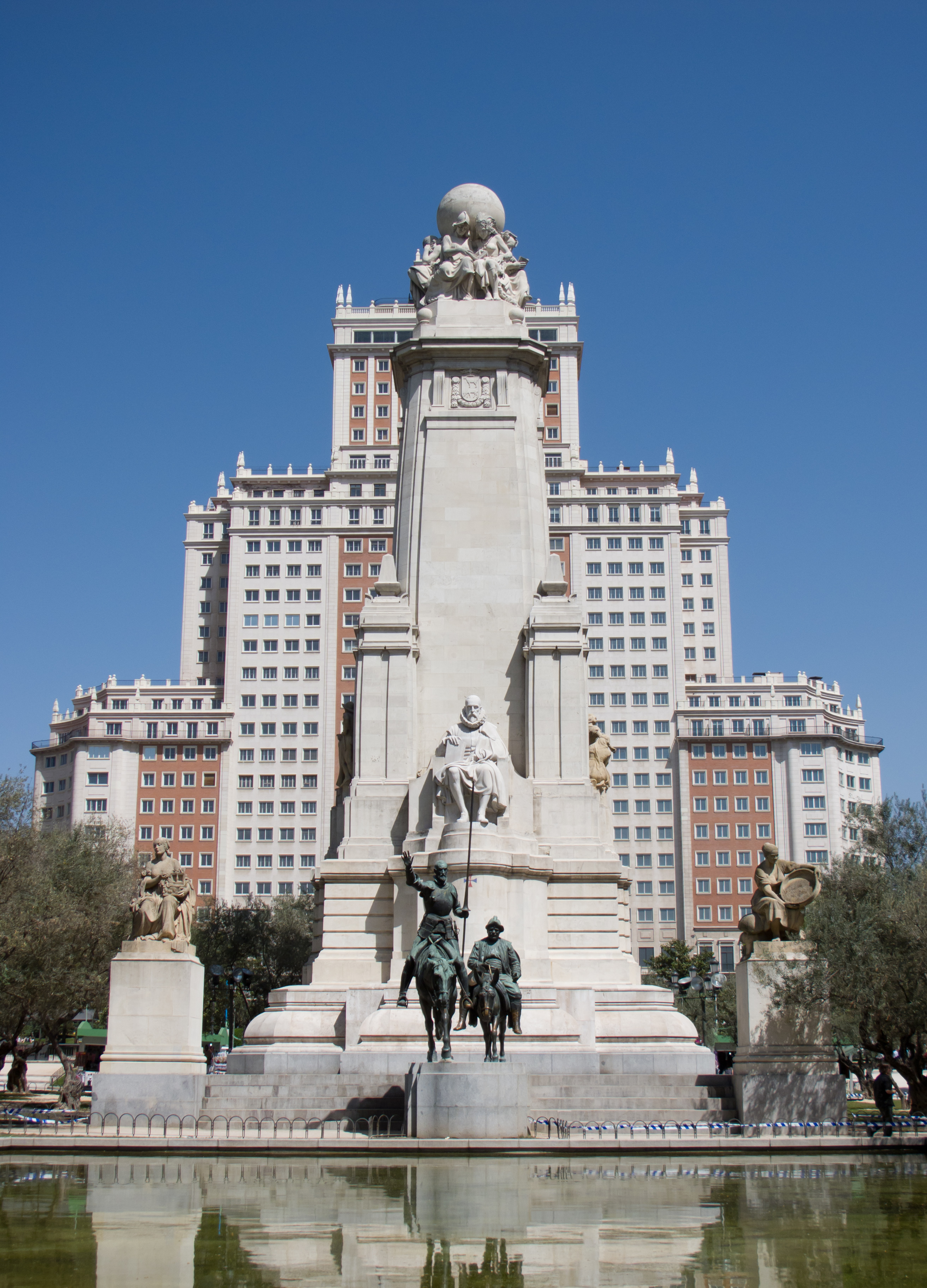
Monumento a Miguel de Cervantes situado en la Plaza de España de Madrid, según diseño del arquitecto Rafael Martínez Zapatero

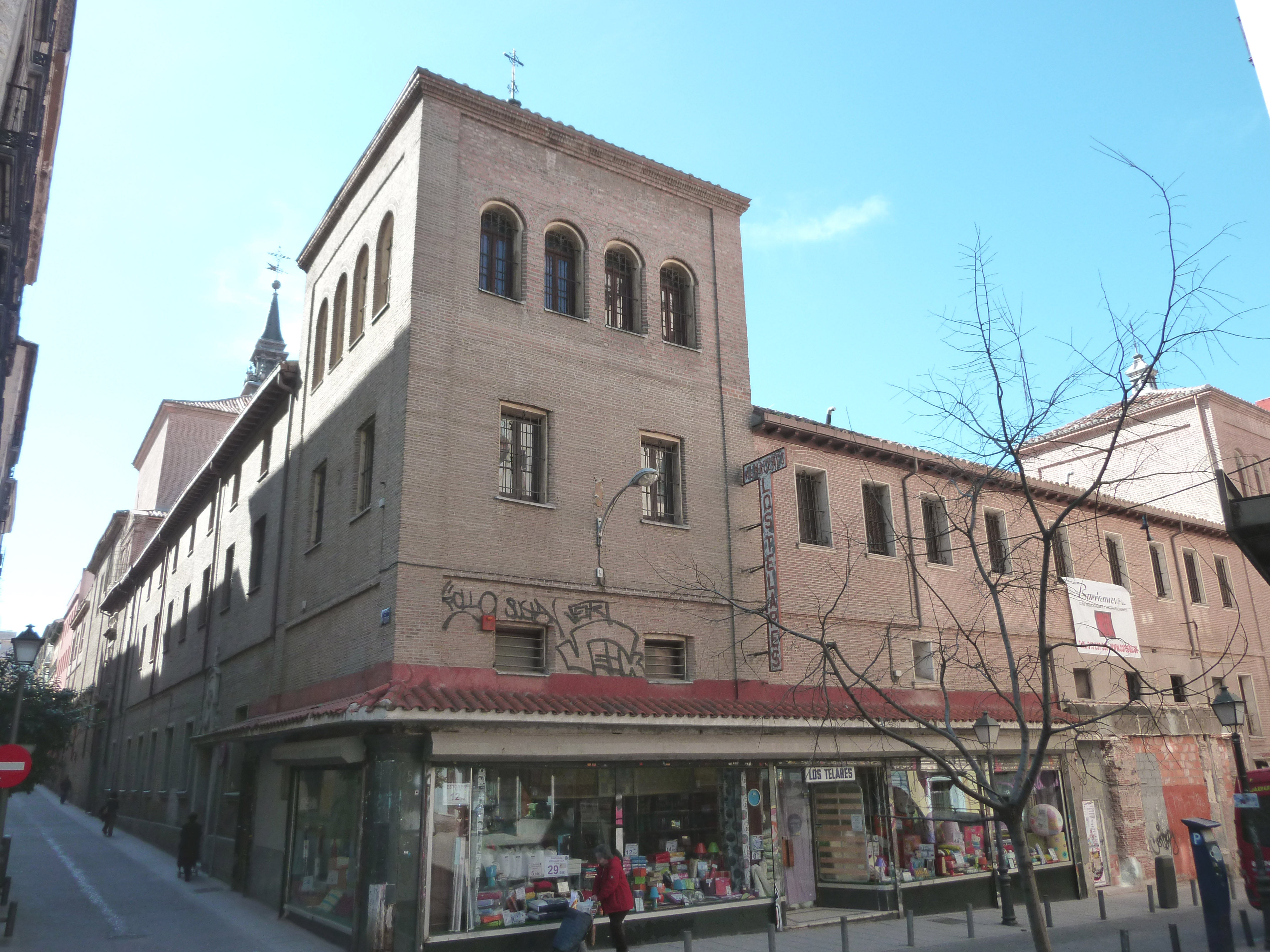
Colegio - Convento de San Plácido en Madrid

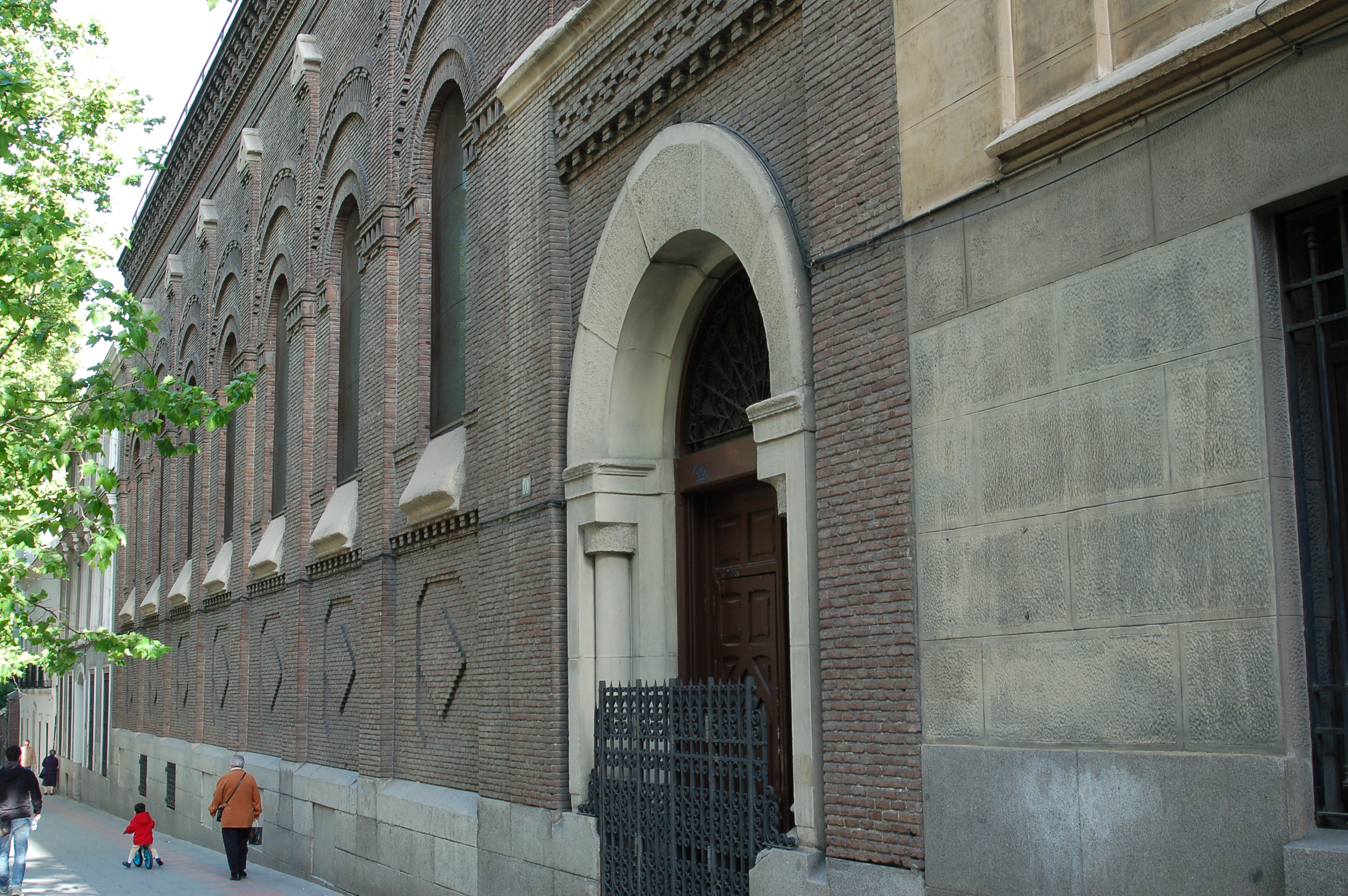
Casas de Beneficencia de las Hijas de la Caridad de S. Vicente de Paul

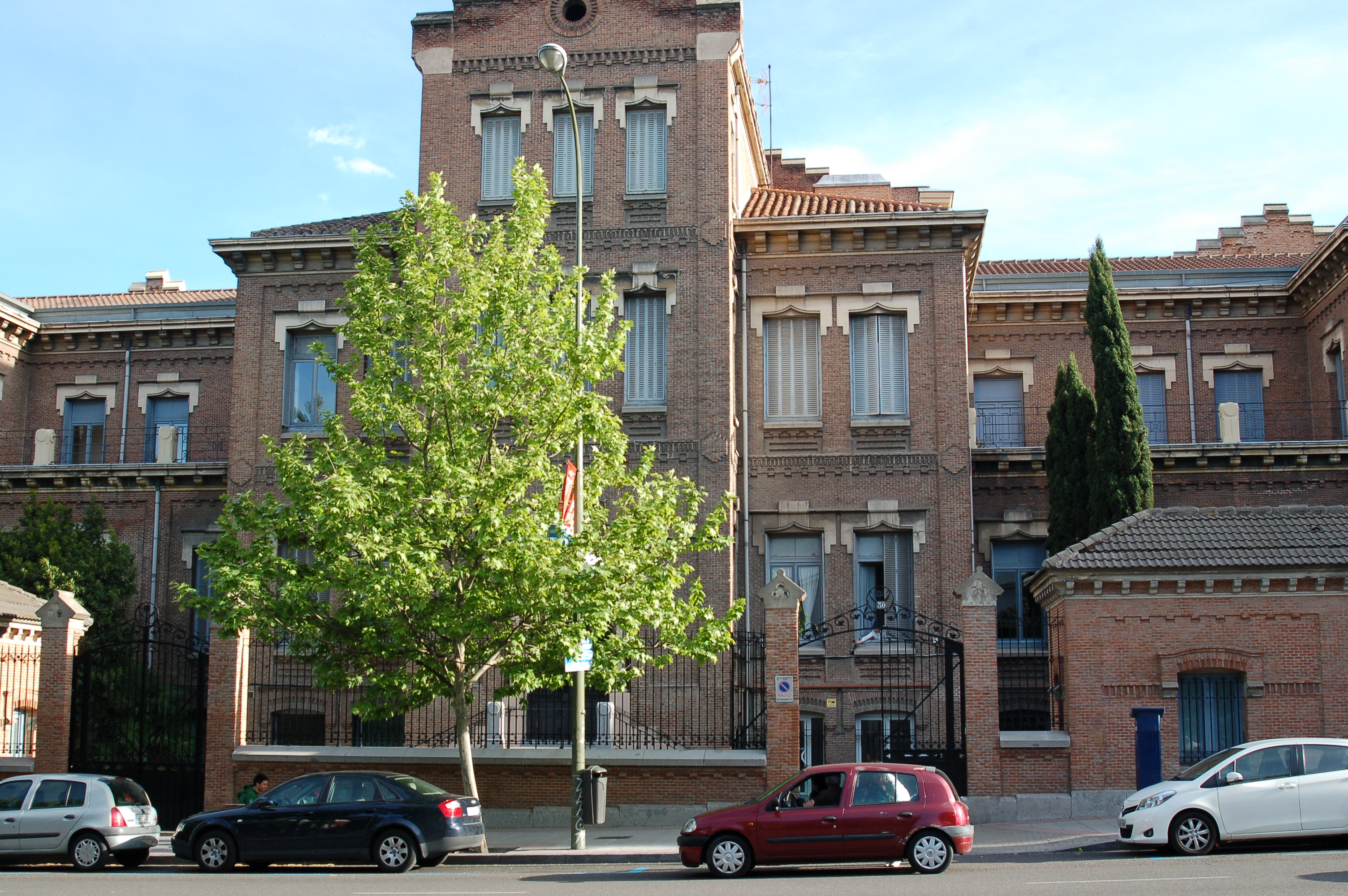
Colegio Convento Hijas de la Caridad de S.Vicente de Paul

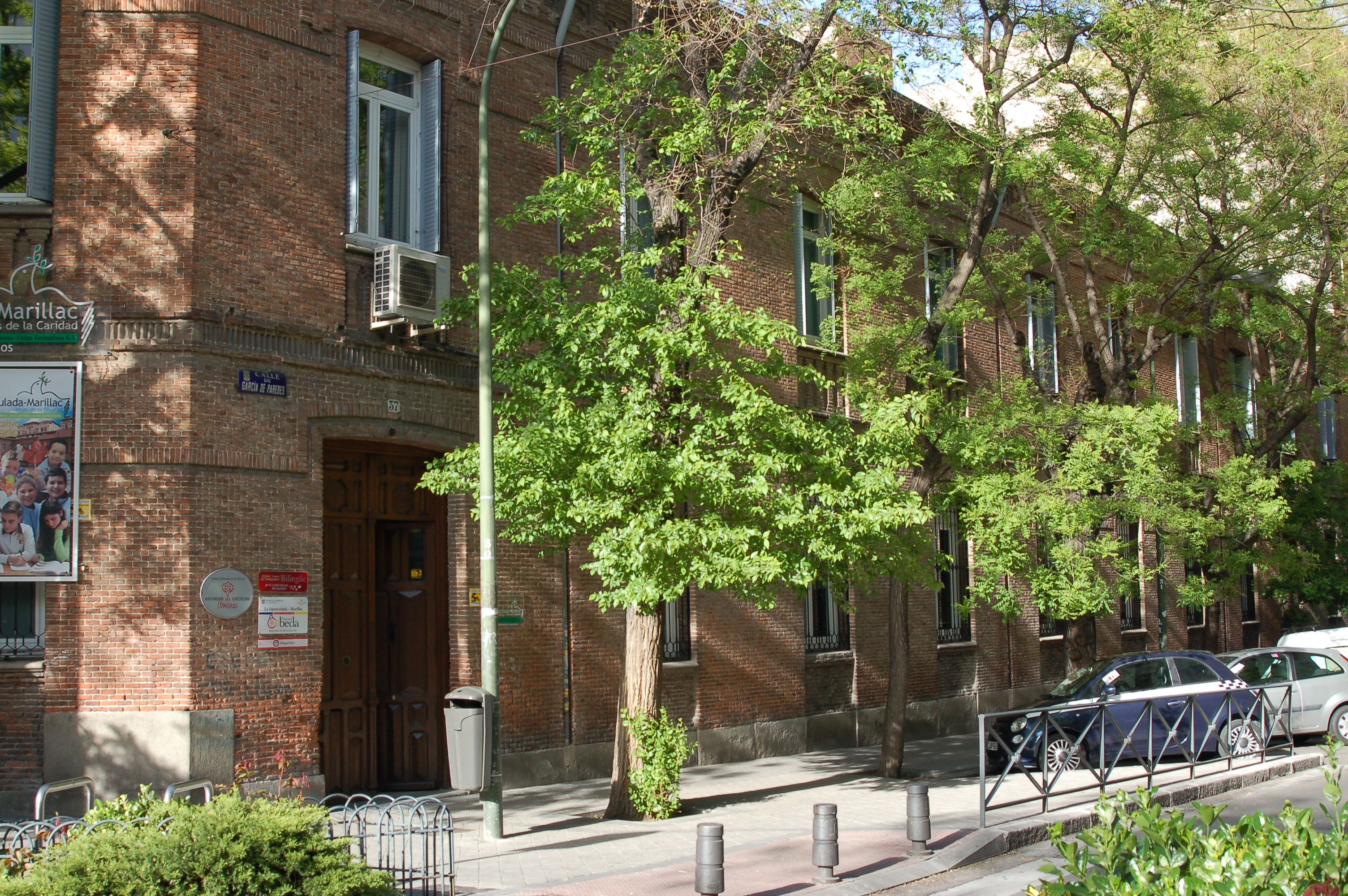
Convento Hijas de la Caridad de S.Vicente de Paul

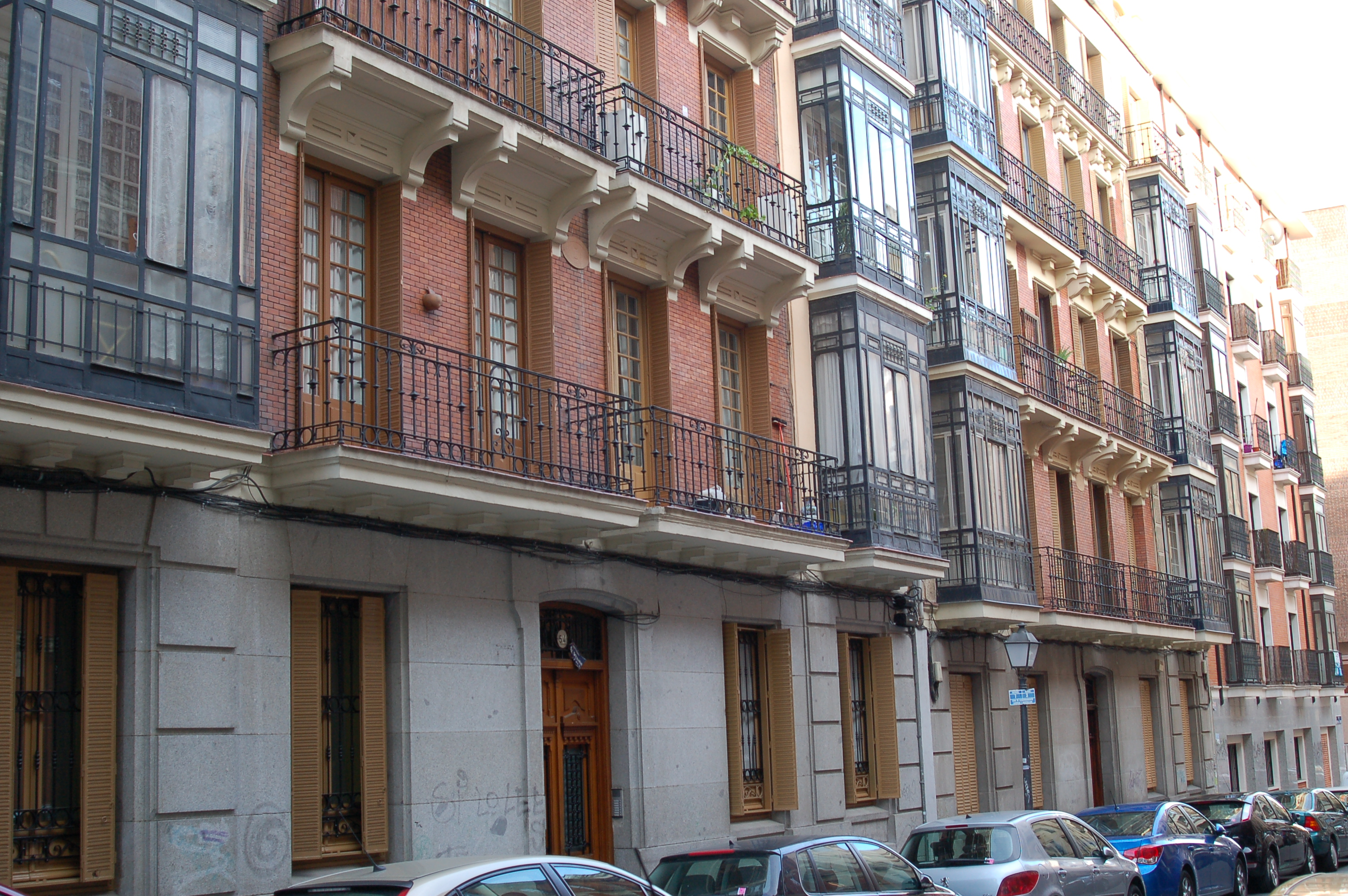
Viviendas Cardenal Cisneros

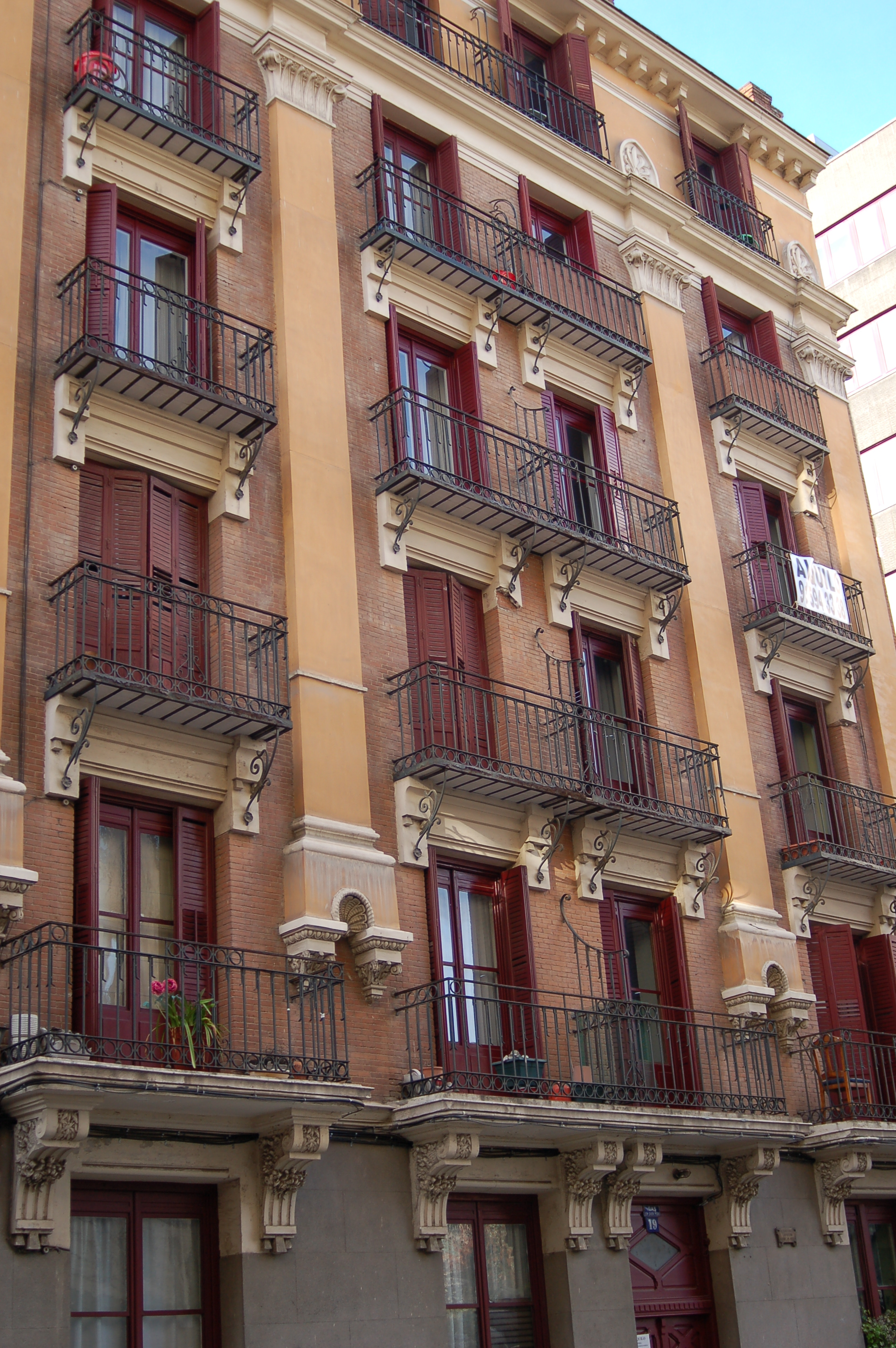
Viviendas Calle Jordan

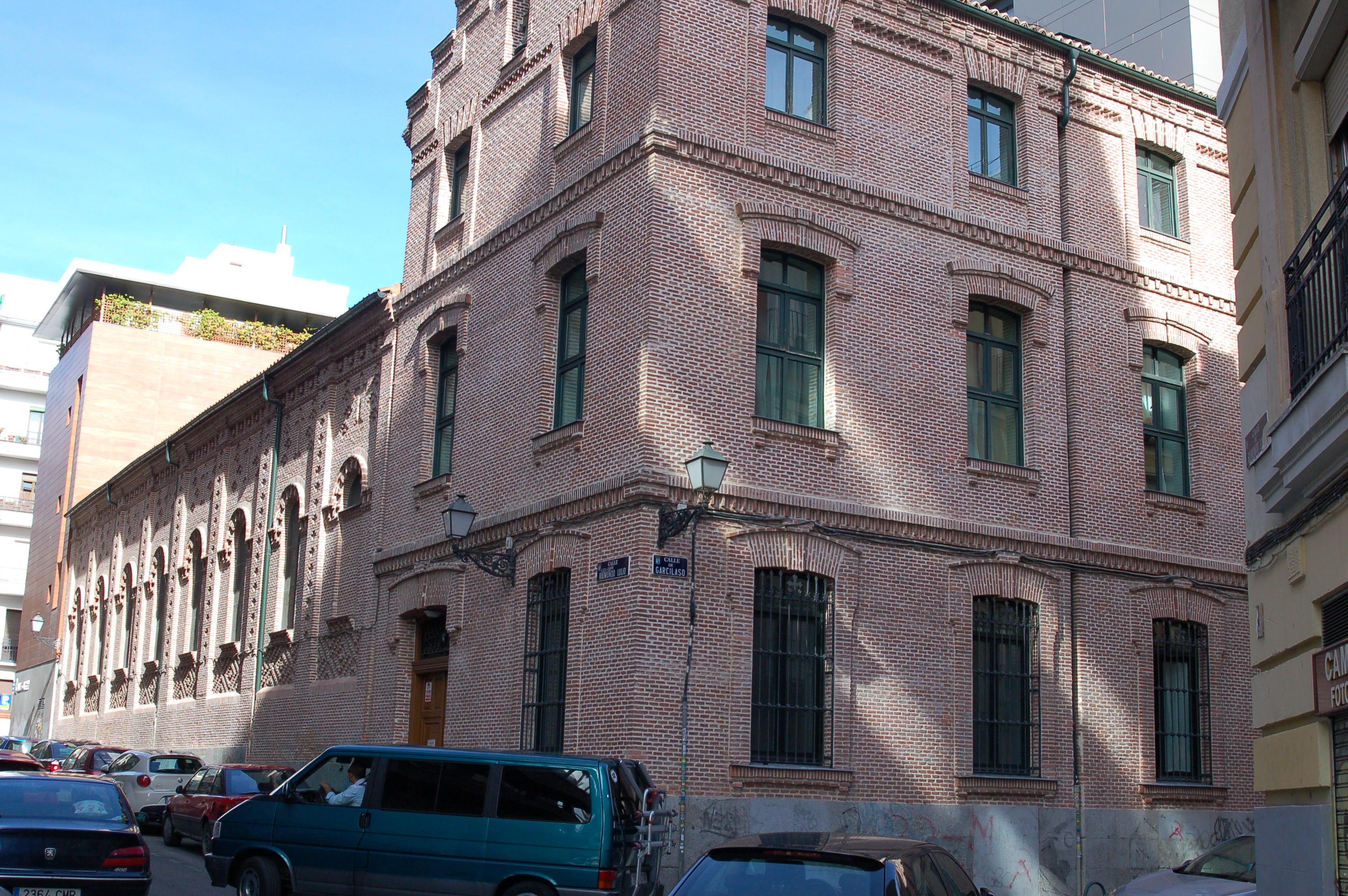
Patronato Sagrados Corazones de S.Vicente de Paul

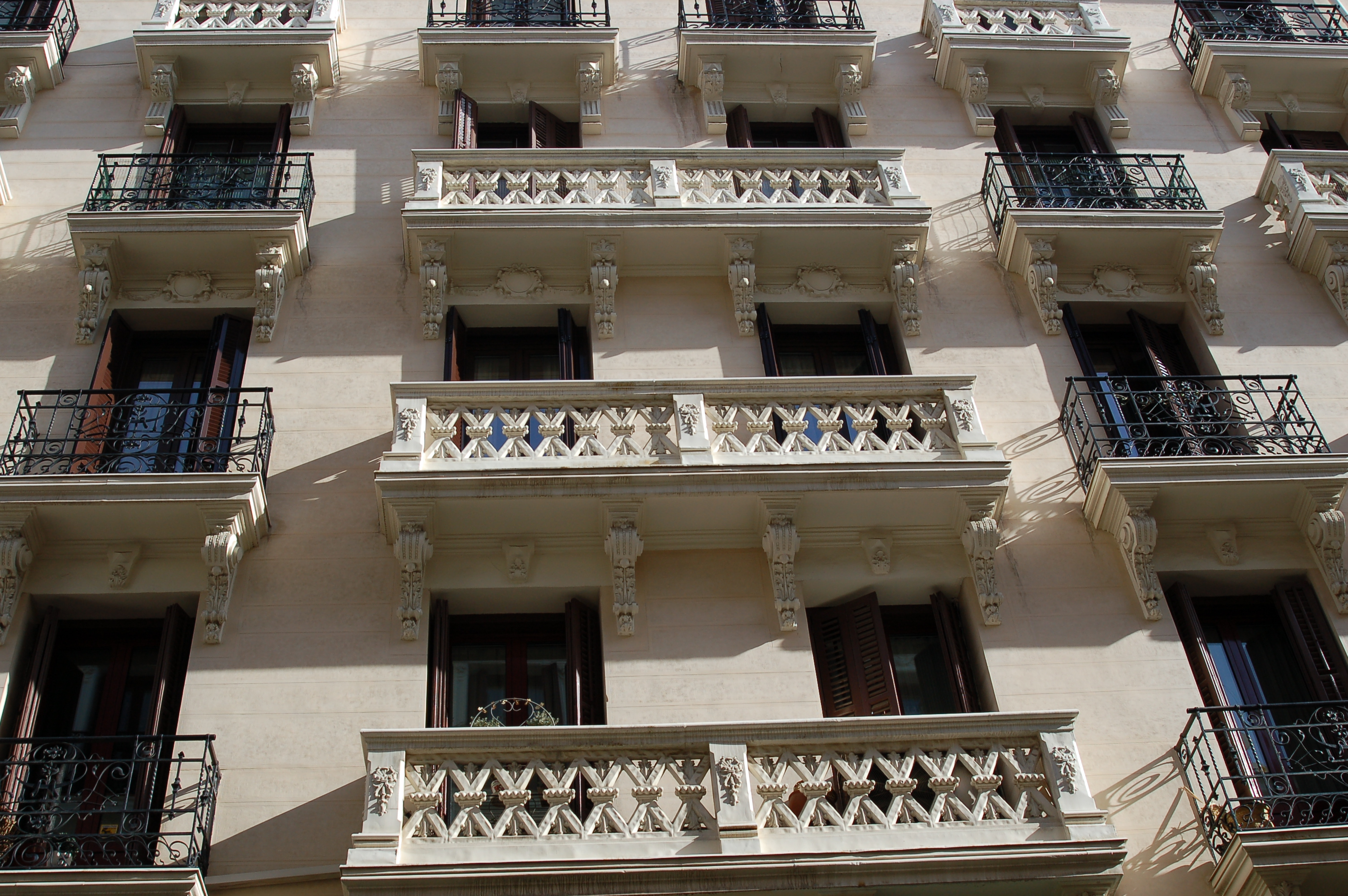
Edificio de viviendas Santa Engracia-Raimundio Lulio

Rafael Martínez Zapatero (Madrid, España, 24 de octubre de 1865-Madrid, 7 de noviembre de 1937) fue un arquitecto español que realizó gran parte de su obra en Madrid. Su obra más destacable es el Monumento a Miguel de Cervantes que se encuentra en la Plaza de España en Madrid, diseñado por el mismo y el escultor Lorenzo Coullaut Valera.

## Biografía
Nació el 24 de octubre de 1865 en Madrid, España. Fue un arquitecto español que desarrolló la mayor parte de su obra más conocida en la ciudad de Madrid. Contrajo matrimonio con Carmen Higuera el 14 de abril de 1894 en la Parroquia de San Miguel de Madrid (C/Isabel la Católica), siendo padrinos de la boda el célebre arquitecto Ignacio Aldama y Elorz y Francisca Higuera Loustau. Obtuvo su licencia de arquitecto por la Real Academia de Bellas Artes de San Fernando.
El 22 de abril de 1894 el matrimonio trasladó su residencia a Valencia para cuya provincia fue destinado para desempeñar el cargo de arquitecto inspector técnico de Hacienda. El 31 de octubre de 1895 cesó en ese cargo por haber sido nombrado en virtud de R.D. de 17 de octubre de 1895 arquitecto investigador de Hacienda de la misma provincia, de cuyo cargo tomó posesión el día 1 de noviembre del mismo año. Por R.D. de 31 de diciembre de 1899 fue nombrado Arquitecto de la Investigación de Hacienda de la provincia de La Coruña, de cuyo cargo no tomó posesión. Cesó en Valencia el 10 de enero de 1900. El día 23 de febrero, junto con su familia, se trasladó a Madrid, estableciendo su residencia en la calle del Cardenal Cisneros n.º 21, pral. El 11 de abril entró al servicio, en concepto de auxiliar, de Manuel Ortiz Villajos, arquitecto con sueldo accidentado de 300 pesetas mensuales. Lo fue después, simultáneamente, de Renato G. Del Valle y de Daniel Zabala, retirándose del servicio de este último en mayo de 1901 por causa de trabajo particular.
En noviembre de 1901 trasladaron la residencia a la calle de San Andrés n.º 33 pral izqda.
Carmen, mucho tiempo enferma, falleció en Madrid en la casa n.º 23 del Pº de Sta. Engracia a las 8 de la mañana del 9 de noviembre de 1921. Habían sobrevivido tres hijos vivos: Rafael, Carmen y Juan. Rafael Martínez Zapatero falleció en su ciudad natal el 7 de noviembre de 1937.

## Obra

### Madrid
- Patronato de los Sagrados Corazones de San Vicente de Paul (Raimundo Lulio 6 - Garcilaso 12 - Juan de Austria 9). 1888.
- Fábrica de Guatas de algodón y vivienda para Don Pedro Arias. Actual vivienda familiar. (Francisco de Ricci 3) 1901.
- Colegio María Inmaculada y Casa de Beneficencia de las Hijas de la Caridad de San Vicente de Paul (General Martínez Campos 16-18 - Fernández de la Hoz 23-25) construida entre 1902-1904.
- Colegio del Sagrado Corazón (Don Pedro 14 - Redondilla 15) construido entre 1902-1913.
- Convento de las Hijas de la Caridad de San Vicente de Paul o Asilo de Convalecientes (José Abascal 30 - Modesto Lafuente 11 - Alonso Cano 16 - García de Paredes 41) construido entre 1905-1908 y con una ampliación con un nuevo pabellón adosado a la fachada posterior en 1911.
- Convento del Parral y Casa de Salud de San Cayetano de las Hermanas de la Caridad (Pintor Moreno Carbonero 17. Antigua Palacete de Don Francisco Remiro) 1909-1910.
- Ampliación del antiguo palacete de D. Francisco Remiro  (Calle Pintor Moreno Carbonero 17) 1909-1910.
- Edificio de Viviendas (Santa Engracia - Raimundo Lulio) 1910.
- Colegio-convento de las Benedictinas de San Plácido (Madera  12 - Pez  5 - San Roque 9) 1911.
- Viviendas para Don Juan Antonio Basanta (Cardenal Cisneros 52 y 54) 1911-1912.
- Iglesia de Nuestra Señora de los Ángeles (Bravo Murillo 43 – Escuelas adosadas en 1914 desaparecidas).
- Monumento a Miguel de Cervantes (Plaza de España) 1915.
- Viviendas para Don Ambrosio Morcillo. (Calle Jordán 19) 1916-1917.

### Alicante
- Proyecto de escuela e iglesia para las Hermanitas de la Caridad (Maestro Alonso - Canónigo Genestar)(1926-1928)

## Concurso de Proyectos Monumento a D. Miguel de Cervantes en Plaza de España, Madrid
El Monumento a Miguel de Cervantes fue inaugurado en 1929 y se encuentra en la Plaza de España, en el Barrio de Palacio de Madrid (España) y que conmemora la obra del escritor. 
Coincidiendo con el tercer centenario de la impresión de la segunda parte del Quijote, en 1915, y de la muerte del gran escritor don Miguel de Cervantes (1547-1616), en 1916,   el rey Alfonso XIII publica en 1917 un Real Decreto por el que se establece la realización mediante suscripción popular de un monumento conmemorativo mediante un concurso nacional para la elección de este que se erigiría en la recién construida Plaza de España.
El proyecto ganador fue el presentado por el arquitecto Rafael Martínez Zapatero y el escultor Lorenzo Coullaut Valera (Marchena, Sevilla 1876-1932). En 1920 se constituye el comité de recaudación de fondos para la erección del monumento en todos los países castellano parlantes, no comenzando las obras hasta 1925. 
El Monumento se inaugura el 13 de octubre de 1929 aun no considerándose totalmente acabado. Durante los años 30 sufrió un parón considerable, no siendo reiniciado hasta 1957, cuando el hijo del escultor ganador del concurso, Federico Coullaut-Valera, completó el monumento añadiendo las figuras de Dulcinea y Aldonza Lorenzo, y posteriormente (1960), los grupos de Rinconete y Cortadillo y de La Gitanilla, cuando, ahora si, puede darse por finalizadas las obras. 
Posteriormente, en 1998, el conjunto es sometido a diversas obras de restauración y consolidación. 
Descripción del conjunto
El monumento, con una altura de unos treinta y cinco metros, está fabricado alrededor de un obelisco de gruesa planta enmarcado en sus esquinas por cuatro pilonos con dobles pilastras en sus caras exteriores y simples en las interiores. Sobre éstas, se asienta un capitel de molduras que separa el cuerpo inferior del asiento sobre el que se levantan los pináculos piramidales que rematan los pilonos.
El basamento está formado por una primera base de unos treinta y siete centímetros sobre la que se levanta una segunda hasta llegar a alcanzar una altura superior a los dos metros y, que con unas medidas de veinte por veintiún metros, sirve de sostén a todas las estructuras, incluidas las estatuas delanteras y la fuente trasera.
En su cara principal, este basamento presenta cinco escalones rotos en su uniformidad por las bases de las estatuas de las figuras de honor, esculpidas en bronce por Coullaut Valera (hijo),  de Don Quijote y Sancho Panza cabalgando respectivamente sobre Rocinante y su acostumbrado jumento, en el centro, y las de Dulcinea del Toboso y Aldonza Lorenzo de los laterales, miradas de cerca por Cervantes, sentado bajo un pedestal,
El conjunto está coronado con una bola del mundo y los cinco continentes, alegoría de la difusión de la lengua española por todo el mundo. Entre otras esculturas se encuentran la Realidad y la Ficción. Por la parte trasera del monumento se representa a Isabel de Portugal y la fuente se desliza por los escudos (actualmente muy desgastados) de todos los países donde se utiliza la lengua de Cervantes. Se representa también a un indio en la tradición de Alonso de Ercilla y su La Araucana y a Perseo, que representaría la lírica clásica.
El proyecto inicial de Rafael Martínez Zapatero contaba con más elementos que los existentes en la construcción final, y Pedro Muguruza eliminó algunas ornamentaciones, como la balaustrada que rodeaba el centro del conjunto, la figura de cinco metros de altura que, representando a la “Fama”, o la “Victoria”, que, desde lo más alto del monumento, sería una alegoría del triunfo a nivel mundial obtenido por la obra de don Miguel de Cervantes. Tampoco se realizaron otros recordatorios previstos por Martínez Zapatero, como los referidos a “El Coloquio de los Perros” y a “Los Trabajos de Persiles y Segismunda”, por ejemplo, ambas obras cervantinas.
El material utilizado principalmente en su construcción es la piedra blanca de Novelda. Igualmente, se ha dispuesto de granito en el suelo y en algunas zonas más ornamentadas, así como piedra de Murcia, bronce y mármol en las esculturas. Delante de su cara principal, la que mira al Suroeste, aparece un gran estanque de formas rectangulares. Tanto éste como el monumento aparecen enmarcados entre dos líneas de olivos que decoran y rompen la monotonía del jardín que les sirve de asiento.
Alrededor del monumento, se crearon una serie de espacios ajardinados para el disfrute y descanso de los viandantes. Enfrente de la estatua de Don Quijote y Sancho Panza, está ubicado un estanque de forma rectangular que forma una de las vistas más típicas de la capital española, ya que justo detrás se ven los edificios de Torre de Madrid y Edificio España. Inicialmente, las estatuas de Don Quijote y Sancho Panza estaban situadas, aproximadamente, en lo que hoy es el centro del estanque, ya que éste se realizó posteriormente.